# Mörttjärnen (Töftedals socken, Dalsland)
Mörttjärnen är en sjö i Dals-Eds kommun i Dalsland och ingår i Enningdalsälvens huvudavrinningsområde. Sjön har en area på 0,0805 kvadratkilometer och ligger 195,8 meter över havet.

## Delavrinningsområde
Mörttjärnen ingår i det delavrinningsområde (654782-126350) som SMHI kallar för Inloppet i Norra Kornsjön. Medelhöjden är 191 meter över havet och ytan är 17,61 kvadratkilometer. Räknas de 2 avrinningsområdena uppströms in blir den ackumulerade arean 71 kvadratkilometer. Avrinningsområdets utflöde Enningdalsälven (Nordaneälven) mynnar i havet. Avrinningsområdet består mestadels av skog (79 procent) och öppen mark (12 procent). Avrinningsområdet har 1,14 kvadratkilometer vattenytor vilket ger det en sjöprocent på 6,5 procent.